# The Money Store (álbum)
The Money Store é o primeiro álbum de estúdio do trio de hip hop experimental americano Death Grips. É a continuação de sua mixtape de estreia, Exmilitary. O álbum foi lançado oficialmente em 24 de abril de 2012, mas foi vazado para o YouTube em 14 de abril de 2012, vendido pela banda no Coachella em fita cassete em 20 de abril e disponibilizado em vinil em 21 de abril para comemorar o Record Store Day. The Money Store foi anunciado junto com o segundo álbum do grupo, No Love Deep Web, lançado no final do ano.

## História
O lançamento do álbum foi sugerido pela primeira vez com o lançamento do clipe da faixa "Blackjack" em 7 de fevereiro de 2012. O álbum foi anunciado posteriormente junto com o lançamento de outra faixa intitulada "Get Got" em fevereiro. Foi então anunciado que o grupo Death Grips havia assinado um contrato com a Epic Records e estava programado para lançar os álbuns The Money Store e No Love Deep Web em 2012. Em 28 de fevereiro, o grupo postou as duas músicas online gratuitamente.
Em 2 de março, um vídeo foi postado no canal oficial do YouTube da banda, ensaiando a inédita faixa "Lost Boys", a ser lançada em The Money Store. A versão de estúdio foi postada em seu canal do YouTube em 13 de março e, logo depois, lançada para download gratuito em seu site. No dia 27 de março, foi lançado o videoclipe da música "The Fever (Aye Aye)", seguido de download gratuito.
Em 10 de abril, a música "I've Seen Footage" foi lançada para download gratuito em sua página oficial SoundCloud. A Pitchfork Media concedeu à faixa a designação de "melhor nova música". O álbum vazou em 14 de abril e a banda enviou uma versão completa em seu canal do YouTube e conta no SoundCloud. No dia seguinte, a Pitchfork Media postou "Hacker", a faixa de encerramento do álbum, trocando sua nomeação de "melhor nova música".
Em 4 de maio, Death Grips anunciou via Facebook que havia cancelado as próximas datas da turnê em apoio ao The Money Store para terminar a gravação de seu segundo álbum, No Love Deep Web, afirmando:
"Estamos desistindo para concluir nosso próximo álbum NO LOVE. Vejo vocês quando a gente terminar. (não há mais shows agendados)".
Em 10 de setembro, uma música intitulada "@DeathGripz", em homenagem ao nome de um usuário do Twitter, foi lançada como a última parcela do Adult Swim Singles Program 2012. O grupo havia declarado anteriormente que era um corte inédito de The Money Store.
Acredita-se que a faixa final do álbum, "Hacker", seja uma faixa cortada do mixtape de estreia da banda em 2011, Exmilitary . O arquivo de uma versão inédita da música vazou no Subreddit oficial da banda em abril de 2017, originalmente intitulado "Earth Angel (Androgynous Mind)".

## Capa
A capa do álbum retrata um casal de sadomasoquistas, o primeiro á esquerda com o nome do grupo marcado em seu peito através de cortes na pele. A figura também é retratada como sendo segurada por uma coleira de uma sádica fumante, utilizando um chapéu de policial. A imagem é pintada por Sua Yoo, uma artista com quem Death Grips já havia trabalhado. Mais tarde, a artista fez uma aparição na arte do álbum instrumental Fashion Week . Apareceu originalmente em um zine, mas o nome da banda gravado no peito do submisso foi adicionado posteriormente. A variante não explícita da capa do álbum inclui uma barra branca com o nome do álbum impresso nela, censurando os seios.  

## Recepção
| Críticas profissionais | Críticas profissionais |
| Avaliações da crítica  | Avaliações da crítica  |
| Fonte                  | Avaliação              |
| ---------------------- | ---------------------- |

The Money Store recebeu aclamação da crítica após o lançamento.  O jornalista musical Jim Carroll resumiu: "MC Ride, Andy Morin e Zach Hill decidiram criar uma raquete intensa, espetacular e selvagem e ter sucesso em espadas. Depois de se acostumar com o fato de que eles estão fumegando, você se emocionará com a barragem de ruído cru, fraturado, incessante e apocalíptico enquanto os Death Grips se preparam para o fim do mundo."
O álbum também recebeu notavelmente um "10" do crítico musical Anthony Fantano, o primeiro de apenas sete álbuns a receber uma pontuação perfeita do co crítico desde setembro de 2021.
Spin, embora muito positivo em relação a The Money Store, sentiu que era inferior ao Exmilitary pela rejeição do uso de samples na mixtape, especificamente "a maneira crua e imperfeita com que os samples se esfregam uns nos outros".  Revisores menos satisfeitos incluíram Louis Pattison da NME, que sentiu que sua visão distópica "totalmente convincente" foi arruinada por uma apresentação "alienante" de temas que careciam de um objetivo;  Alex Macpherson, ' The Guardian, que afirmou que a performance vocal de "uma nota" de Burnett distraiu o ouvinte da "emoção descontrolada" dos instrumentais;  e Sputnikmusic, que criticou a mistura de gêneros e elementos de produção de "mau gosto" e "a abordagem consistentemente incoerente de resmungos e memes do dia de MC Ride para fazer ganchos" que confundiu as complexidades líricas do álbum.

## Premiações
| Publication          | Accolade                                           | Rank     | Ref.   |
| -------------------- | -------------------------------------------------- | -------- | ------ |
| The 405              | Albums of the Year                                 | 8        | [ 19 ] |
| AllMusic             | Best of 2012                                       | 18       | [ 20 ] |
| AllMusic             | Decade in Review                                   | Unranked | [ 21 ] |
| BBC Music            | Top 25 Albums of 2012                              | 6        | [ 22 ] |
| Beats per Minute     | The Top 50 Albums of 2012                          | 46       | [ 23 ] |
| Clash                | The Top 40 Albums Of 2012                          | 4        | [ 24 ] |
| Complex              | The 50 Best Albums of 2012                         | 40       | [ 25 ] |
| Consequence of Sound | Top 50 Albums of 2012                              | 16       | [ 26 ] |
| Genius               | 100 Best Albums of the 2010s                       | 27       | [ 27 ] |
| Gigwise              | Albums of the Year                                 | 28       | [ 28 ] |
| Gorilla vs. Bear     | Albums of 2012                                     | 47       | [ 29 ] |
| Metacritic           | Best Music of 2012 So Far                          | 22       | [ 30 ] |
| New York             | Nitsuh Abebe's Top Ten Albums of 2012              | 4        | [ 31 ] |
| No Ripcord           | Top 50 Albums Of 2012                              | 3        | [ 32 ] |
| Pitchfork            | The Top 50 Albums of 2012                          | 9        | [ 33 ] |
| Pitchfork            | The 100 Best Albums of the Decade So Far (2010–14) | 34       | [ 34 ] |
| Pitchfork            | The 200 Best Albums of the 2010s                   | 117      | [ 35 ] |
| Pitchfork            | The 33 Best Industrial Albums of All Time          | 25       | [ 36 ] |
| The Plain Dealer     | 100 Greatest Albums of the 2010s                   | 24       | [ 37 ] |
| PopMatters           | The 75 Best Albums of 2012                         | 29       | [ 38 ] |
| Pretty Much Amazing  | Best Albums of 2012                                | 23       | [ 39 ] |
| The Skinny           | The Albums of 2012                                 | 1        | [ 40 ] |
| Spin                 | The 101 Best Albums of the 2010s                   | 38       | [ 41 ] |
| Stereogum            | Top 25 Albums Of 2012 So Far                       | 18       | [ 42 ] |
| Time Out London      | The 50 Best Albums of 2012                         | 2        | [ 43 ] |
| Tiny Mix Tapes       | Favorite 50 Albums of 2012                         | 16       | [ 44 ] |
| Tiny Mix Tapes       | Favorite 100 Music Releases of the Decade          | 39       | [ 45 ] |
| Treble               | Top 50 Albums of 2012                              | 18       | [ 46 ] |
| Treble               | Top 150 Albums of the 2010s                        | 127      | [ 47 ] |
| The Village Voice    | Pazz & Jop                                         | 45       | [ 48 ] |
| Vulture              | Top Ten Albums of 2012                             | 4        | [ 49 ] |
| The Wire             | 2012 Rewind: Releases of the Year                  | 15       | [ 50 ] |

## Faixa
Todas as faixas foram escritas pelo grupo Death Grips.
| N.º            | Título                | Duração |  |
| 1.             | "Get Got"             | 2:52    |  |
| 2.             | "The Fever (Aye Aye)" | 3:07    |  |
| 3.             | "Lost Boys"           | 3:06    |  |
| 4.             | "Blackjack"           | 2:22    |  |
| 5.             | "Hustle Bones"        | 3:03    |  |
| 6.             | "I've Seen Footage"   | 3:23    |  |
| 7.             | "Double Helix"        | 2:37    |  |
| 8.             | "System Blower"       | 3:44    |  |
| 9.             | "The Cage"            | 3:31    |  |
| 10.            | "Punk Weight"         | 3:25    |  |
| 11.            | "Fuck That"           | 2:25    |  |
| 12.            | "Bitch Please"        | 2:57    |  |
| 13.            | "Hacker"              | 4:36    |  |
| Duração total: | Duração total:        | 41:23   |  |

### Créditos desamples
- "Get Got" contém um trecho do final da música Yereyira, interpretada por Iba One e Papito, extraída da compilação "Music from Saharan Cellphones Vol.1".[51]
- "Hustle Bones" contém um trecho da música U Don’t Hear Me Tho, do grupo Rodney O and Joe Cooley.[51]
- "Double Helix" cont.da música Tinariwen, interpretada por vários artistas e extraída da compilação "Music from Saharan Cellphones Vol.1".[51]
- "The Cage" con trecho retirado de um lançamento anterior do grupo, a música Death Grips (Next Grips).[51]
- A introdução de "Punk Weight" contém um trecho da música Hwa Weda, interpretada por Cheb Wassila e extraída da compilação "Music from Saharan Cellphones Vol.2".[51]

## Pessoal
- MC Ride - vocais
- Zach Hill – bateria, percussão, produção
- Andy Morin – teclados, programação, produção